# 坪村站 (京畿道)
坪村站（：／ Pyeongchon yeok */?）是首都圈电铁4号线沿線的一座地下車站，位於韓國京畿道安養市東安區冠陽洞，韓語副站名是「翰林大聖心醫院」（한림대성심병원）。

## 車站結構
站體為2面2線側式月台的地下車站，候車月台設有月台幕門，並有4處出口。

### 月台配置
| ↑ 仁德院 |
| \| ２    |
| 凡溪 ↓   |

| 月台 | 路線             | 目的地                 |
| ---- | ---------------- | ---------------------- |
| 1    | ●首都圈电铁4号线 | 舍堂、首爾站、堂嶺方向 |
| 2    | ●首都圈电铁4号线 | 衿井、安山、烏耳島方向 |

## 歷史
- 1993年1月15日：凡末站（벌말역）落成啟用。
- 1994年4月1日：果川線編入首都圈电铁4号线運行系統。
- 1996年12月16日：站名改為坪村站（평촌역）。
- 2008年8月1日：增設韓語副站名翰林大聖心醫院（한림대성심병원）。
- 2009年12月1日：鐵道乘車券終端機拆去。

## 車站周邊
- 水原地方法院（朝鲜语：수원지방법원）安養分院
- 水原地方檢察廳（朝鲜语：수원지방검찰청）安養分廳
- 安養市政府
- 安養消防署
- 安養教育支援廳
- 國土交通科學技術振興院（朝鲜语：국토교통과학기술진흥원）
- 坪村圖書館
- 坪村中央公園
- 坪村傳統市場
- 坪村中心市場
- 坪村學院街
- 翰林大學附設聖心醫院
- E-mart坪村店
- 儂特利坪村주공공이店

## 圖片

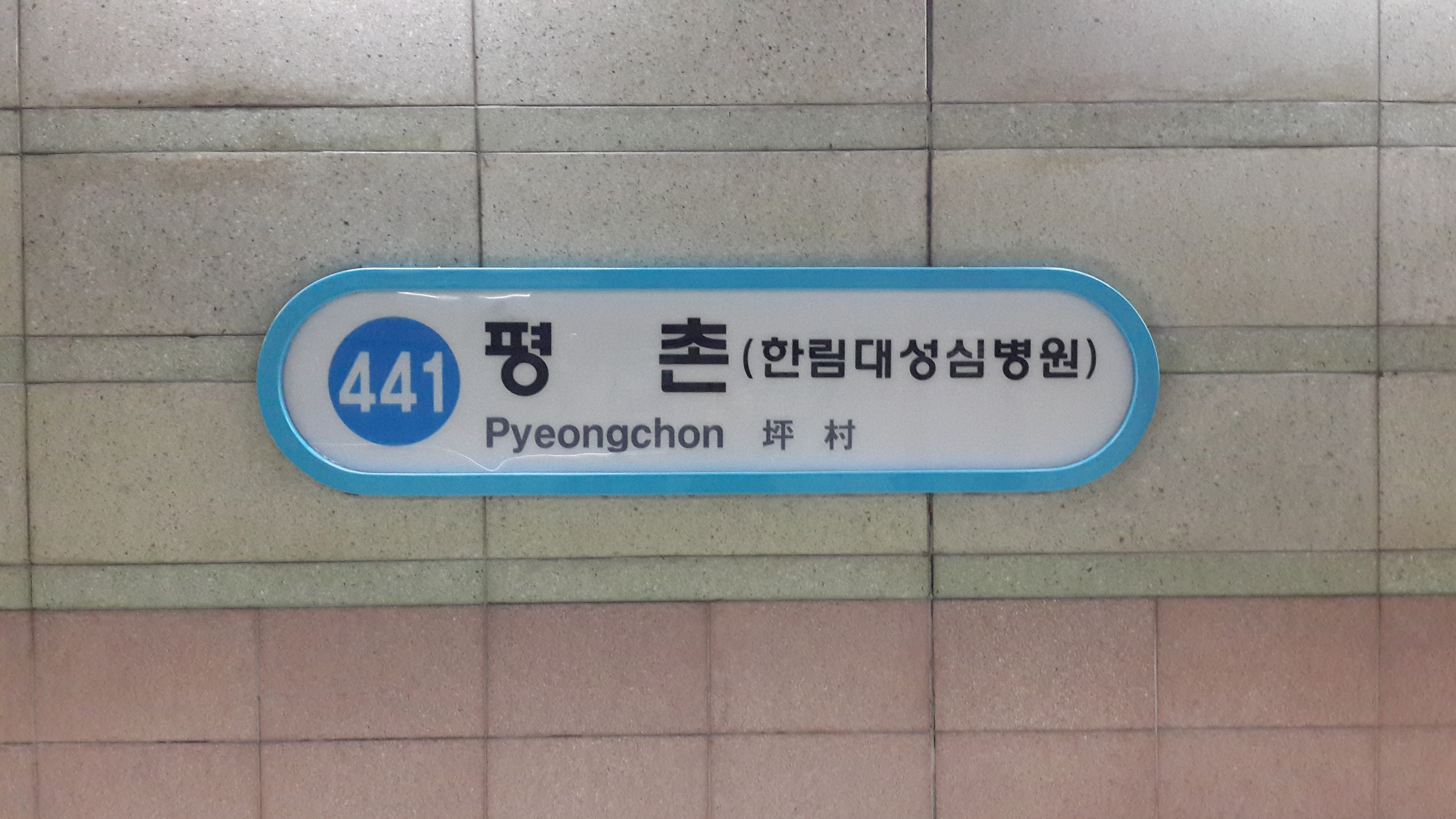
站名牌
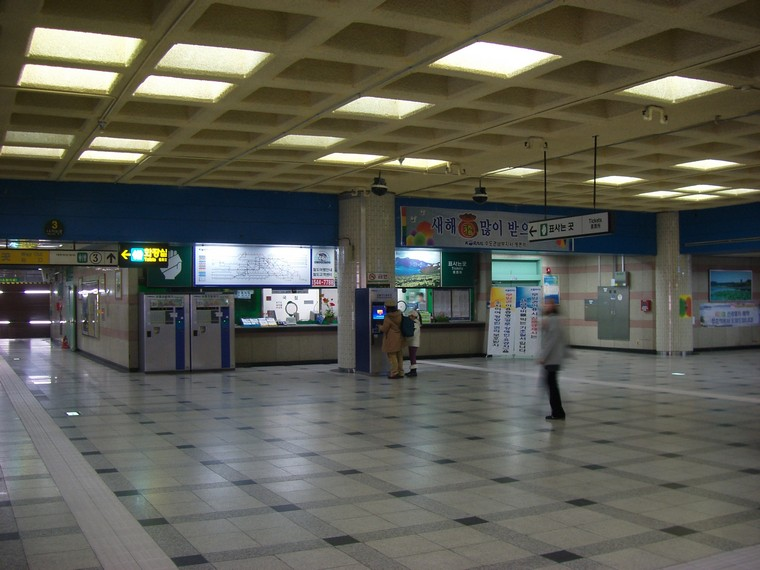
車站大廳
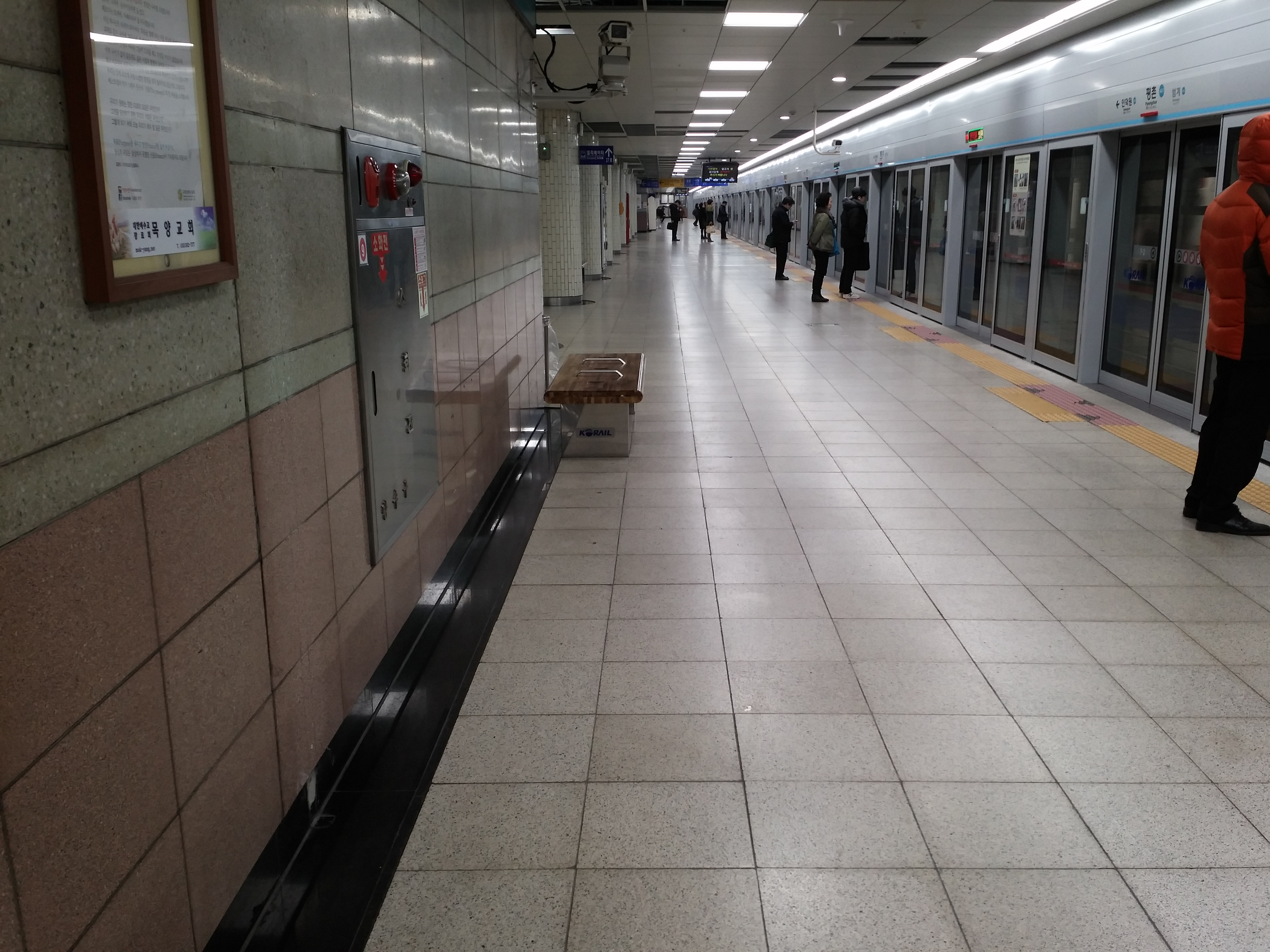
候車月台
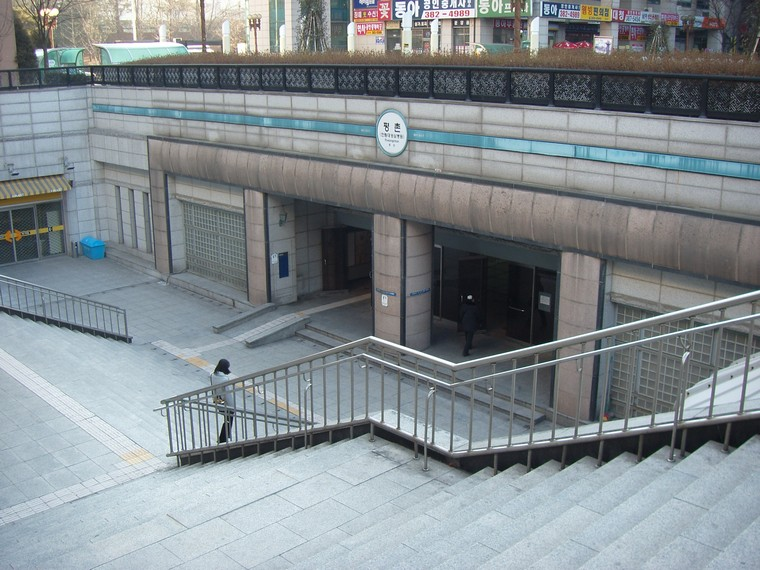
車站出口

## 相鄰車站
韓國鐵道公社
●首都圈电铁4号线
急行、緩行
仁德院（440）－坪村（441）－凡溪（442）